# Thoiry (Savoie)
Thoiry ist eine französische Gemeinde mit 454 Einwohnern (Stand 1. Januar 2022) im Département Savoie in der Region Auvergne-Rhône-Alpes. Sie gehört zum Arrondissement Chambéry und ist Mitglied des Gemeindeverbands Communauté d’agglomération du Grand Chambéry. Die Bewohner werden Thoirzans und Thoirzanes genannt.

## Geographie
Thoiry liegt auf 643 m, etwa neun Kilometer östlich der Stadt Chambéry (Luftlinie). Das Bauerndorf erstreckt sich im Westen des Département Savoie, im südlichen Teil des Massivs der Bauges, an aussichtsreicher Lage am östlichen Talhang der Leysse, am Fuß des Mont Margériaz.
Die Fläche des 17,75 km² großen Gemeindegebiets umfasst einen Abschnitt des Massivs der Bauges. Die westliche Grenze verläuft entlang der Leysse (Zufluss des Lac du Bourget), die hier in einer Talmulde nach Süden fließt. Unterhalb von Thoiry nimmt sie von links den Ruisseau de la Reysse auf, der mit seinem eingekerbten Tal zugleich die Südgrenze des Gebietes bildet. Von der Leysse erstreckt sich das Gemeindeareal ostwärts über den Hang von Thoiry und auf den angrenzenden Berggrat mit der Pointe des Torchets (1469 m) und dem Mont de la Croix (1614 m). Im Norden wird das Tal von einem Seitengipfel des Mont Margériaz überragt (mit 1780 m die höchste Erhebung von Thoiry), der mit einer markanten Felswand steil abfällt. Nach Osten reicht der Gemeindeboden in einem schmalen Zipfel bis auf den Col des Prés (Übergang nach Aillon-le-Jeune) und auf die Bergkette mit dem Mont de la Buffaz (1660 m) und der Pointe de la Galoppaz (1680 m). Die Gemeinde liegt innerhalb des Regionalen Naturparks Massif des Bauges (frz.: Parc naturel régional du Massif des Bauges).
Zu Thoiry gehören neben dem eigentlichen Ortskern auch verschiedene Weilersiedlungen und Gehöfte (alle am östlichen Talhang der Leysse gelegen), darunter:
- Les Chavonettes (700 m)
- Thorméroz (750 m)
- La Fougère (740 m)
- Les Chavonnes (960 m)
- Le Sauget (1020 m) am Südhang des Mont Margériaz

Nachbargemeinden von Thoiry sind Les Déserts im Norden, Aillon-le-Jeune im Osten, Puygros im Süden sowie Saint-Jean-d’Arvey im Westen.

## Geschichte
Im 11. Jahrhundert wird Thoiry erstmals urkundlich erwähnt. Der Ortsname geht auf den gallorömischen Personennamen Torius zurück und bedeutet so viel wie bei den Leuten des Torius (Toriacum). In Thoiry bestand schon vor 1110 ein Priorat der Augustiner-Chorherren, das 1467 mit dem Priorat in Chambéry zusammengelegt wurde. Seit dem Mittelalter gehörte Thoiry zur Herrschaft Arvey.

## Sehenswürdigkeiten
Die Dorfkirche von Thoiry wurde im 19. Jahrhundert errichtet. Eine Kapelle steht im Weiler La Fougère.

## Bevölkerung
| Jahr                       | 1962 | 1968 | 1975 | 1982 | 1990 | 1999 | 2006 | 2020 |
| Einwohner                  | 345  | 285  | 245  | 258  | 321  | 390  | 423  | 454  |
| Quellen: Cassini und INSEE |      |      |      |      |      |      |      |      |

Mit 454 Einwohnern (Stand 1. Januar 2022) gehört Thoiry zu den kleinen Gemeinden des Département Savoie. Nachdem die Einwohnerzahl in der ersten Hälfte des 20. Jahrhunderts stark rückläufig war, wurde seit Beginn der 1980er Jahre wieder eine deutliche Bevölkerungszunahme verzeichnet.

## Wirtschaft und Infrastruktur
Thoiry war bis weit ins 20. Jahrhundert hinein ein vorwiegend durch die Landwirtschaft, insbesondere Milchwirtschaft und Viehzucht, geprägtes Dorf. Daneben gibt es heute einige Betriebe des lokalen Kleingewerbes. Viele Erwerbstätige sind Wegpendler, die in den größeren Ortschaften der Umgebung, insbesondere im Raum Chambéry ihrer Arbeit nachgehen.
Die Ortschaft liegt abseits der größeren Durchgangsstraßen an einer Departementsstraße, die von Chambéry über den Col des Prés nach Aillon-le-Jeune führt. Eine weitere lokale Straßenverbindung besteht mit Puygros. Der nächste Anschluss an die Autobahn A43 befindet sich in einer Entfernung von rund 14 Kilometern.

## Persönlichkeiten
- Jean-Marie Dépierre (1855–1898), römisch-katholischer Ordensgeistlicher und Apostolischer Vikar von West-Cochin